# 即興曲第2番 (ショパン)
即興曲第2番（そっきょうきょくだいにばん）嬰ヘ長調 作品36 は、フレデリック・ショパンが1839年に作曲したピアノ曲。翌年出版され、献呈先はない。

## 構成
嬰ヘ長調、モデラート、4分の4拍子。
5つの部分とコーダからなる変奏曲形式で書かれており、嬰ヘ長調のピアニスティックな響きと遠隔調への転調、夢想的で落ち着いた曲想が特徴。冒頭は低音での夜想曲風の旋律。第2部はニ長調の低音付点リズム。右手も低い音域で雄大に歌う。非常に巧妙な転調のあとヘ長調で第3部が始まる。第4部は滑らかな音階進行を基調にした原調による変奏。右手のパッセージが快く流れる。